# Varanus hoffmanni
Varanus hoffmanni — викопний вид варана. Він відомий з міоцену Угорщини (1 колекція), Іспанії (2 колекції).